# Margaret Mahlerová
Margaret Mahlerová (maďarsky Mahler Margit, 10. května 1897 Sopron – 2. října 1985 New York) byla židovsko-americká pediatrička a psychoanalytička, představitelka tzv. egopsychologie, tedy směru psychoanalýzy, který navazuje na strukturální teorii Sigmunda Freuda, jak ji založil svým spisem Já a ono z roku 1923, kde definoval pojmy ego (já), id (ono) a superego (nadjá). (Vzhledem k anglofonním kořenům egopsychologie bývá v psychoanalytické literatuře dodržován úzus, že u egopsychologů se používají anglické pojmy ego, id a superego, kdežto při odkazech na původní Freudovo dílo domácí přepisy těchto pojmů, v češtině tedy já, ono, nadjá.) Nejvýznamnějším konceptem Margaret Mahlerové je její model dětského vývoje.

## Život
Narodila se v židovské rodině v rakousko-uherské Šoproni. Gymnázium a vysokou školu (nejdříve dějiny umění, posléze medicínu) studovala v Budapešti a zde také potkala psychoanalytika Sándora Ferencziho, který ji velmi ovlivnil a přitáhl k dílu Sigmunda Freuda. Po studiích působila ve Vídni, kde roku 1926 podstoupila psychoanalýzu u Helene Deutschové. Roku 1938 uprchla před nacisty do Spojených států a pracovala v New Yorku.

## Dílo
Freudovo učení je silně oslovilo, avšak trápilo ji, že jako pediatrička nemůže pomoci dětem, které se jevily psychoticky a schizofrenicky (tedy autisticky), jelikož Freud možnost psychoanalytického terapeutického zásahu u psychotiků vylučoval, navíc se nikdy nevěnoval léčení dětí (až na výjimku v podobě „malého Hanse“, syna muzikologa Maxe Grafa). Proto se Mahlerová v teorii nakonec obrátila k psychoanalytikovi Renému Spitzovi, který krátce po Freudově smrti svou prací Hospitalismus (1940) otevřel nové cesty vývoje psychoanalýzy. Mahlerová převzala Spitzův názor, že pro pochopení těžce psychicky postižených dětí je třeba zkoumat jejich nejranější vztahy. Vývoj dítěte nakonec Mahlerová popsala jako cestu k separaci a individuaci. Dětský vývoj má podle ní tři zásadní fáze: normální autismus, symbiotické období a nakonec separačně-individuační proces, přičemž poslední fáze se dělí ještě na čtyři podstatné subfáze. Každá fáze má své klíčové souvislosti s psychopatologií – tento základní názor o vztahu vývojových uzlů a psychické nemoci Mahlerová převzala od Freuda.

### Normální autismus
Dítě podle ní nejprve žije v „autistické skořápce“, kterou se brání rušivým podnětům zvnějšku, neboť nejistý pocit já může být vnějšími vlivy v raných fázích vývoje „zaplaven“. Autismus a schizofrenie jsou opakováním strategií autistické skořápky. K tomu, aby dítě autistickou skořápku opustilo, potřebuje podle Mahlerové optimální hladinu slasti a bezpečné zakotvení v matčině světě. Pokud je matka úzkostná, nevyzpytatelná, apatická či nepřátelská („hostilní“), stoupá pravděpodobnost, že dítě se bude vyvíjet psychoticky, že neopustí „skořápku“.

### Symbiotická fáze
Kolem druhého měsíce života dítě počíná, dle Mahlerové, vstupovat do fáze symbiotické. Své já rozšíří o matku (je-li důvěryhodná), cítí fúzi s matkou, cítí s ní omnipotenci (všemocnost). V této fázi se dítě necítí od matky odlišeno, nicméně začíná mezi jeho já a ne-já (ještě nikoli objektem, ale jáskými oblastmi, které nemá pod kontrolou, ale ještě to neví) docházet k interakci. Pokud matka v této fázi neposkytuje dítěti harmonickou odezvu, nespolupracuje na jeho iluzi všemocnosti, dítě nezíská schopnost kontrolovat emoce a jeho identita nebude v budoucnu pevná. Poškodí se také jeho schopnost vytvářet vztahy a kontrola agrese bude snížená.

### Separačně-individuační proces
Kolem čtvrtého až pátého měsíce podle Mahlerové začíná klíčový proces psychického odštěpování dítěte od matky a vzniku nezávislé identity. Počíná takzvanou subfází diferenciace.

#### Subfáze diferenciace
Dítě začíná interakci s matkou vnímat jako smyslovou slast, počíná si takto uvědomovat tělo a tím svou odlišenost od matky (Mahlerová hovoří o „diferenciaci tělesného obrazu“).

#### Praktikující subfáze
Dítě do ní vstupuje zhruba v devátém až osmnáctém měsíci. Ovládání svých pohybů dítě vede k jakési extázi identity, stále silnějšímu pocitu nezávislosti, ovšem bez toho, aby se dítě ještě zřeklo pocitu jednoty s matkou. Matka se pro dítě stává zásobárnou magických sil, do této zásobárny se dítě chodí „dobíjet“, aby se počalo vzdalovat od matky a objevovat svět mimo ni. Dítě se tehdy dle Mahlerové „zamilovává do světa“. Je to většinou šťastná vývojová fáze, kdy se dítě cítí mocné, šťastné a zároveň se nebojí světa.

#### Znovusbližovací subfáze
Tato fáze vrcholí zhruba kolem dvou let věku. Dítě stále více chápe, že jednota je iluzí, že je na matce skutečně nezávislé, což v něm vybudí tzv. separační úzkost. Zatímco v minulém období bylo živé a průzkumnické, nyní má potřebu být více s matkou. Je to velmi komplikovaná fáze, pro dítě i pro matku, neboť dítě se chová „zlobivě“ – matku stále pronásleduje, ale přitom ji odstrkuje a provokuje. Podle Mahlerové se v něm bijí dvě tendence – touha po obnovení slastné fúze i strach, že fúze vyhladí já, že objekt dítě pohltí a vezme mu nezávislou existenci. Špatný průchod znovusbližovací fází (i chybné reakce matky v této etapě) jsou podle Mahlerové kořenem mnoha potíží na pomezí neurózy a psychózy – podle Mahlerové lze modelem zhroucení znovusbližovací fáze popsat zejména tzv. hraniční poruchu osobnosti (borderline syndrom). Ale fáze může být klíčem i k neuróze – když je poškozeno rozlišení objektu a subjektu v této fázi, nemůže dítě projít úspěšně oidipovským komplexem.

#### Konsolidace individuality
Čtvrtá fáze separačně-individuačního procesu, vymezená zhruba třetím rokem života. Dítě konflikty vyřeší tím, že objekt (matku) zvnitřní a nadále se k ní vztahuje jako k vnitřnímu symbolu. Poté již následuje fáze oidipovská, kdy dítě akceptuje intervenci „třetího“ prvku do jeho vztahu s matkou – tuto fázi již popsal Freud.
Mahlerová též zdůrazňuje, že ve čtvrté subfázi se rozhoduje o zisku genderu („rodu“).